# Halleluja… Amigo
Halleluja… Amigo (Originaltitel: Si può fare… amigo!) ist ein 1971 entstandener komödiantischer Italowestern. Unter der Regie von Maurizio Lucidi spielen Bud Spencer und Jack Palance die Hauptrollen des am 9. Juni 1972 im deutschsprachigen Raum erstaufgeführten Films, der unter verschiedenen Titeln neu ausgewertet wurde.

## Handlung
Hiram Coburn schlägt sich mit Witz und Geschick sowie seiner Körperkraft durchs Leben. Eines Tages wird er Zeuge, als der alte Anderson stirbt, der seinem Neffen Chip eine Hütte hinterlässt. Hiram verspricht, sich um den Jungen zu kümmern. Dabei ist er nirgendwo vor Sonny sicher, der ihn mit seiner Schwester Mary unter Aufbietung aller Mittel verheiraten will, da Hiram sie entehrt habe. Gleich nach der Hochzeit will er ihn dann töten. Coburn erhält in der Zwischenzeit zahlreiche teils absurd hohe Angebote, die Hütte Chips zu verkaufen und wird, weil er dies stets ablehnt, zum Ziel zahlreicher Angriffe und Anschläge. Coburn kann alle Widrigkeiten überstehen, auch Sonny befrieden und entdeckt die Ölquelle unter dem Anwesen. Chip ist reich; die Zukunft Hirams als Stiefvater gesichert.

## Kritik
Das Lexikon des internationalen Films schreibt: „Teilweise amüsante Verulkung schießwütiger Italowestern, doch für ihre wenigen Einfälle zu breit ausgewalzt.“ Christian Keßler sieht „eines der verträglicheren Beispiele des Genres Westernkomödie“. Die italienische Kritik stellte das Drehbuch von Azcona mit seinen satirischen Motiven über die Regie von Lucidi.

## Synchronisation
Die erste Fassung entstand im Aventin Filmstudio in München und war nahezu ungekürzt. Dialogbuch und Regie lagen in den Händen von Horst Sommer. Für eine zweite um 10 Minuten gekürzte VHS-Veröffentlichung erschien sie unter dem Titel Die Brillenschlange und der Büffel.
Der Film wurde nach den großen finanziellen Erfolgen der Spencer-Hill-Filme neu synchronisiert, wobei die Gags erheblich vergröbert wurden und selbst das Pferd Sätze zu sprechen bekam. Titel dieser Neusynchronisation ist Der Dicke in Mexico – diese Version ist um ca. 12 Minuten auf 90 Minuten gekürzt. Diese Fassung entstand bei der Deutschen Synchron GmbH – Karlheinz Brunnemann in Berlin. Das Buch schrieb Michael Richter, der auch die Regie übernahm.
| Rolle                   | Darsteller        | Synchronsprecher (1. Synchro) | Synchronsprecher (2. Synchro) |
| ----------------------- | ----------------- | ----------------------------- | ----------------------------- |
| Hiram Coburn            | Bud Spencer       | Wolfgang Hess                 | Martin Hirthe                 |
| Sonny Bronson           | Jack Palance      | Arnold Marquis                | Heinz Petruo                  |
| Sheriff Franciscus      | Francisco Rabal   | Herbert Weicker               | Lothar Blumhagen              |
| Chip Anderson           | Renato Cestiè     | Niko Macoulis                 | n.n.                          |
| Mary Bronson            | Dany Saval        | Helga Trümper                 | Karin Buchholz                |
| Big Jim                 | Luciano Catenacci | Rainer Basedow                | Randolf Kronberg              |
| Maulwurf                | Roberto Camardiel | Erich Ebert                   | Heinz Theo Branding           |
| Erdverkoster            | Franco Giacobini  | Wolfgang Spier                | Friedrich W. Bauschulte       |
| Witwe Warren            | Serena Michelotti | Bettina Schön                 | n.n.                          |
| Chips Onkel             | Manuel Guitián    | Ulrich Folkmar                | Arnold Marquis                |
| Hilfssheriff            | Sal Borgese       | Jürgen Clausen                | Frank Glaubrecht              |
| Hilfssheriff            | Marcello Veziera  | n.n.                          | Frank Glaubrecht              |
| eins von Sonnys Mädchen | Dominique Badou   | n.n.                          | Inken Sommer                  |
| Doktor Eisenbart        | Dante Cleri       | n.n.                          | Klaus Miedel                  |

## Filmmusik
Das Filmlied „Can be Done“ (von Filmkomponist Bacalov und Sergio Bardotti) singt Rocky Roberts.